# روي باتريك
روي باتريك (بالإنجليزية: Roy Patrick)‏ (و. 1935 – 1998 م) هو لاعب كرة قدم، من المملكة المتحدة، توفي عن عمر يناهز 63 عاماً.

## وصلات خارجية
- روي باتريك على موقع IMDb (الإنجليزية)
- روي باتريك على موقع قاعدة بيانات الفيلم (الإنجليزية)